# Hans Jansen
Johannes (Hans) Juliaan Gijsbert Jansen (ur. 17 listopada 1942 w Amsterdamie, zm. 5 maja 2015 tamże) – holenderski arabista, publicysta i nauczyciel akademicki, autor publikacji poświęconych islamowi oraz polityk, deputowany do Parlamentu Europejskiego VIII kadencji.

## Życiorys
W latach 1960–1964 studiował teologię, filozofię, hebraistykę i arabistykę na Uniwersytecie Amsterdamskim. Następnie do 1968 kształcił się w zakresie arabskiej literatury i języka na Uniwersytecie w Lejdzie. W 1974 uzyskał na tej uczelni doktorat. W latach 1966–1967 studiował arabistykę i islamistykę na Uniwersytecie Kairskim. Był adiunktem na Uniwersytecie w Groningen (1975–1978), dyrektorem holenderskiego instytutu ds. studiów arabskich i archeologii egipskiej w Kairze (1979–1982), nauczycielem akademickim na uniwersytetach w Amsterdamie (1982), Lejdzie (1982–2005) i Utrechcie (2003–2008).
Został bliskim współpracownikiem Partii Wolności, zeznawał w procesie karnym przeciwko jej liderowi Geertowi Wildersowi. W 2014 z ramienia PVV uzyskał mandat posła do Europarlamentu VIII kadencji (po rezygnacji przewodniczącego tego ugrupowania z możliwości jego objęcia).

## Wybrane publikacje
- The Interpretation of the Koran in Modern Egypt (1974)
- The Neglected Duty: The Creed of Sada's Assassins and Islamic Resurgence in the Middle East (1986)
- Inleiding tot de Islam (1987)
- The Dual Nature of Islamic Fundamentalism (1997)
- Het Nut van God (2001)
- God heeft gezegd: terreur, tolerantie en de onvoltooide modernisering van de islam (2003)
- De radicaal-islamitische ideologie: van Ibn Taymiyya tot Osama ben Laden (2004)
- De historische Mohammed: de Mekkaanse verhalen (2005–2007)
- Islam voor varkens, apen, ezels en andere beesten (2008)
- Zelf koranlezen (2008)
- Eindstrijd: de finale clash tussen het liberale westen en een traditionele islam (2009)